# U.S. Dollar Index

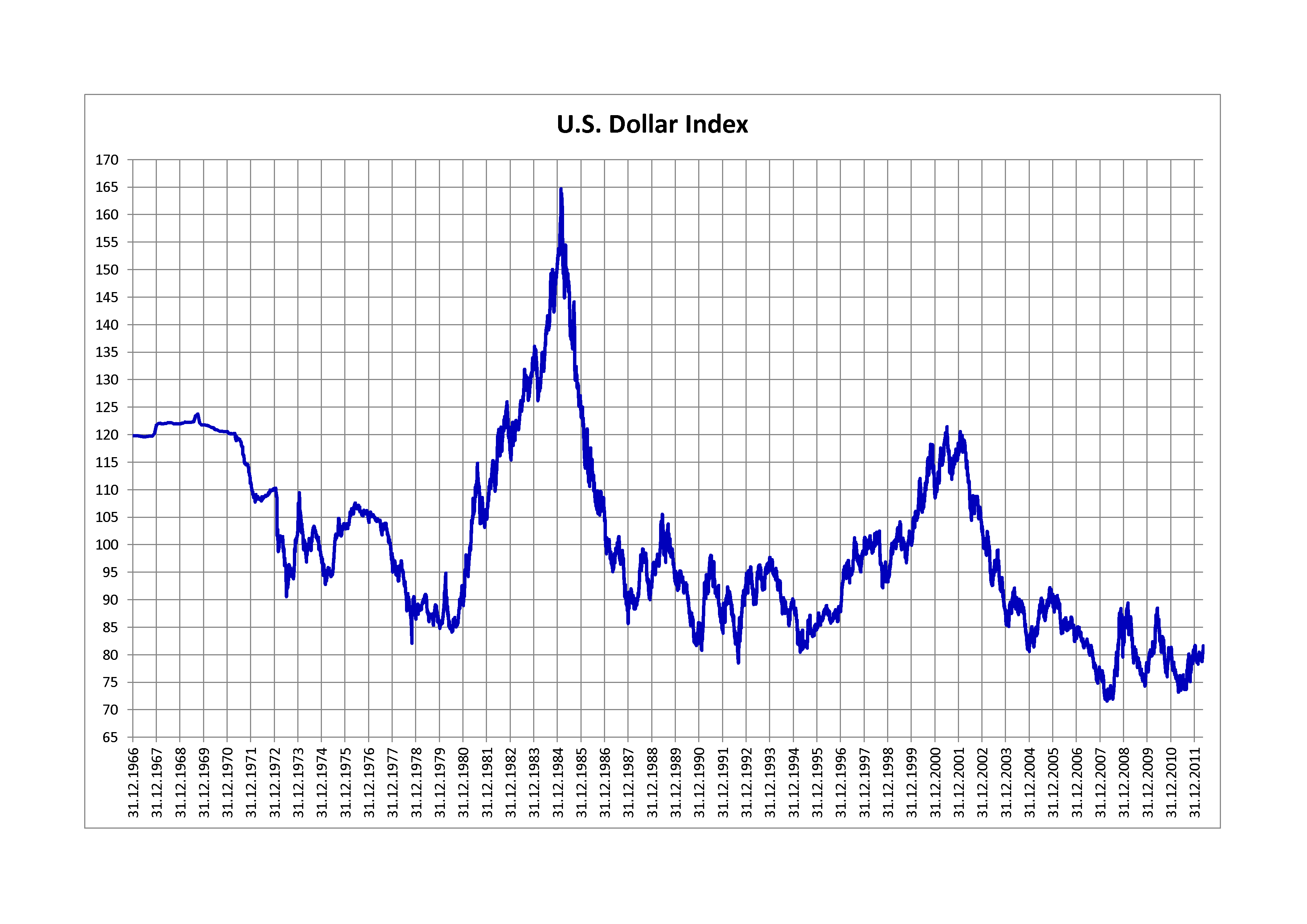
U.S. Dollar Index 1966–2012

Der U.S. Dollar Index (USDX, auch DXY) ist eine Kennzahl (Devisenindex), welche den Wert des US-Dollars mittels eines Währungskorbs aus sechs Währungen vergleicht. Der USDX ist der geometrisch gewichtete Durchschnitt im Vergleich zu diesen Währungen. Er wurde 1973 eingeführt und wird an der Terminbörse ICE Futures U.S. gelistet.

## Konzept
Der U.S. Dollar Index (USDX) stellt das Verhältnis von sechs Währungen im Vergleich zum US-Dollar dar, wobei der Euro mit dem Handelsvolumen aus zwölf EU-Ländern berücksichtigt wird. Diese machen einen Anteil von 57,6 Prozent im Index aus. Die weiteren Währungen sind der japanische Yen (13,6 Prozent), das britische Pfund (11,9 Prozent), der kanadische Dollar (9,1 Prozent), die schwedische Krone (4,2 Prozent) sowie der Schweizer Franken (3,6 Prozent).
Anhand des Verlaufs des U.S. Dollar Index lässt sich die Stärke oder Schwäche des US-Dollars ablesen. Ein steigender Index bedeutet eine Aufwertung des US-Dollars gegenüber den Währungen im Währungskorb, ein fallender Index dagegen eine Abwertung. Zusammenhänge zu Rohstoffindizes sind erkennbar. Ein fallender U.S. Dollar Index bedeutet tendenziell steigende Rohstoffpreise. Dies gilt insbesondere für die Agrarrohstoffe und den Ölpreis. Selbst der Goldpreis korreliert mit einem fallenden Index.
Die Formel für die Berechnung des U.S. Dollar Index ist 50,14348112 multipliziert mit dem Produkt aller Bestandteile im Währungskorb, die zu einer Hochzahl angehoben werden, die ihrer prozentualen Gewichtung gleich ist (EUR0,576 × JPY0,136 × GBP0,119 × CAD0,091 × SEK0,042 × CHF0,036). Alle Währungen werden in den Maßeinheiten der Währung pro US-Dollar ausgedrückt.
Vergleichbar mit dem U.S. Dollar Index ist der Trade Weighted US Dollar Index (auch bekannt als „The Broad Index“) der US-Notenbank (FED). Der Index der FED misst im Vergleich zum U.S. Dollar Index viel akkurater den Wert des US-Dollars, da die Gewichtung der FED die Wettbewerbsfähigkeit US-amerikanischer Güter im Vergleich zu anderen Ländern und Handelspartnern stellt.
Eine ähnliche Berechnungsmethode wie der U.S. Dollar Index verwenden der arithmetisch gewichtete Euro Currency Index und der handelsgewichtete Euro Effective Exchange Rate Index der Europäischen Zentralbank (EZB).

## Zusammensetzung
Die Tabellen zeigen die Zusammensetzung des U.S. Dollar Index vor und nach der Einführung der europäischen Gemeinschaftswährung Euro. Aufgeführt ist auch die Gewichtung der Währungen zum US-Dollar in Prozent.

### Von 1973 bis 1998
| Rang | Währung                 | Code | Gewichtung in % |
| ---- | ----------------------- | ---- | --------------- |
| 1    | Deutsche Mark           | DEM  | 20,8            |
| 2    | Japanischer Yen         | JPY  | 13,6            |
| 3    | Französischer Franc     | FRF  | 13,1            |
| 4    | Britisches Pfund        | GBP  | 11,9            |
| 5    | Kanadischer Dollar      | CAD  | 9,1             |
| 6    | Italienische Lire       | ITL  | 9,0             |
| 7    | Niederländischer Gulden | NLG  | 8,3             |
| 8    | Belgischer Franken      | BEF  | 6,4             |
| 9    | Schwedische Krone       | SEK  | 4,2             |
| 10   | Schweizer Franken       | CHF  | 3,6             |

### Ab 1999
| Rang | Währung            | Code | Gewichtung in % |
| ---- | ------------------ | ---- | --------------- |
| 1    | Euro               | EUR  | 57,6            |
| 2    | Japanischer Yen    | JPY  | 13,6            |
| 3    | Britisches Pfund   | GBP  | 11,9            |
| 4    | Kanadischer Dollar | CAD  | 9,1             |
| 5    | Schwedische Krone  | SEK  | 4,2             |
| 6    | Schweizer Franken  | CHF  | 3,6             |

## Geschichte

### Historischer Überblick
Der U.S. Dollar Index wurde im März 1973, nach dem Ende des Bretton-Woods-Systems, von der US-Notenbank mit einem Basiswert von 100,00  veröffentlicht und bis 1967 zurückgerechnet. Im Währungskorb befanden sich zehn Währungen: Deutsche Mark, Japanischer Yen, Französischer Franc, Britisches Pfund, Kanadischer Dollar, Italienische Lira, Niederländischer Gulden, Belgischer Franken, Schwedische Krone und Schweizer Franken.
Am 20. November 1985 begann an der „Financial Instruments Exchange“ (FINEX), einer Abteilung der Terminbörse „New York Cotton Exchange“ (NYCE), der Handel von Futures, die auf dem Index basierten und am 3. September 1986 der Handel von Optionen auf den Futures. Mit der Einführung des Euro 1999 wurde die Anzahl der Währungen im Währungskorb auf die heutigen sechs reduziert.
Nach der Fusion der NYCE mit der „Coffee, Sugar and Cocoa Exchange“ (CSCE) 2004 veröffentlichte das „New York Board of Trade“ (NYBOT) den Index. 2007 übernahm die Intercontinental Exchange (ICE) mit Sitz in Atlanta (USA) das NYBOT und änderte den Namen der Börse in ICE Futures U.S.
In den 1970er Jahren begann eine mehrjährige Abwärtsbewegung des U.S. Dollar Index. Er sank von 123,8 Punkten 1969 auf einen Tiefpunkt von 82 Punkten am 30. Oktober 1978. Mit der Aufwertung des US-Dollars gegenüber den wichtigsten Währungen stieg der Index bis Mitte der 1980er Jahre und erzielte am 25. Februar 1985 ein Allzeithoch von 164,72 Punkten. Das entspricht einem Anstieg gegenüber dem Stand von 1978 um 100,7 Prozent.
Bis zum 2. September 1992 fiel der Index auf einen historischen Tiefststand von 78,43 Punkten um bis zum 5. Juli 2001 wieder auf 121,47 Punkte zu steigen. Danach sank der Index bis zum 22. April 2008 mit 71,05 Punkten auf ein Allzeittief. Das entspricht einem Rückgang gegenüber dem Allzeithoch von 1985 um 57,1 Prozent.
Nach einem Zwischenhoch am 7. Juni 2010 bei 88,77 Punkten fiel der USDX am 4. Mai 2011 auf einen Tiefststand von 72,86 Punkten. Aufgrund der starken Abwertung des Euro durch umfangreiche Anleihekäufe der Europäischen Zentralbank erreichte der USDX am 13. März 2015 erstmals nach 12 Jahren wieder einen Wert von mehr als 100 Punkten.

### Jährliche Entwicklung
Die Tabelle zeigt die jährlichen Höchst-, Tiefst- und Schlussstände des bis 1967 zurückgerechneten U.S. Dollar Index.
| Jahr | Höchststand | Tiefststand | Schlussstand |
| ---- | ----------- | ----------- | ------------ |
| 1967 | 121,79      | 119,63      | 121,79       |
| 1968 | 122,22      | 121,95      | 121,96       |
| 1969 | 123,82      | 121,74      | 121,74       |
| 1970 | 121,75      | 120,55      | 120,64       |
| 1971 | 120,55      | 111,16      | 111,21       |
| 1972 | 111,27      | 107,76      | 110,14       |
| 1973 | 110,31      | 90,54       | 102,39       |
| 1974 | 109,50      | 96,86       | 97,29        |
| 1975 | 104,81      | 92,82       | 103,51       |
| 1976 | 107,60      | 102,91      | 104,56       |
| 1977 | 106,01      | 96,44       | 96,44        |
| 1978 | 97,87       | 82,07       | 86,50        |
| 1979 | 91,02       | 85,43       | 85,82        |
| 1980 | 94,88       | 84,12       | 90,39        |
| 1981 | 114,88      | 88,95       | 104,69       |
| 1982 | 126,02      | 104,62      | 117,91       |
| 1983 | 134,05      | 115,43      | 131,79       |
| 1984 | 151,47      | 126,18      | 151,47       |
| 1985 | 164,72      | 123,50      | 123,55       |
| 1986 | 125,62      | 104,20      | 104,24       |
| 1987 | 105,02      | 85,55       | 85,66        |
| 1988 | 99,70       | 86,07       | 92,29        |
| 1989 | 106,52      | 91,75       | 93,93        |
| 1990 | 95,75       | 81,46       | 83,89        |
| 1991 | 98,23       | 80,60       | 84,69        |
| 1992 | 94,20       | 78,43       | 93,87        |
| 1993 | 97,69       | 88,92       | 97,63        |
| 1994 | 97,85       | 84,95       | 88,69        |
| 1995 | 89,79       | 80,14       | 84,83        |
| 1996 | 89,20       | 84,51       | 87,86        |
| 1997 | 101,68      | 88,01       | 99,57        |
| 1998 | 102,82      | 90,74       | 93,95        |
| 1999 | 104,60      | 93,12       | 101,42       |
| 2000 | 118,72      | 99,40       | 109,13       |
| 2001 | 121,47      | 108,04      | 117,21       |
| 2002 | 120,80      | 102,26      | 102,26       |
| 2003 | 103,67      | 86,70       | 87,38        |
| 2004 | 92,50       | 80,48       | 81,00        |
| 2005 | 92,53       | 81,11       | 90,96        |
| 2006 | 90,94       | 82,18       | 83,43        |
| 2007 | 85,25       | 74,65       | 76,70        |
| 2008 | 89,25       | 71,05       | 82,15        |
| 2009 | 89,71       | 74,27       | 78,28        |
| 2010 | 88,77       | 75,75       | 79,31        |
| 2011 | 81,64       | 72,86       | 80,56        |
| 2012 | 84,25       | 78,12       | 79,87        |
| 2013 | 84,75       | 78,92       | 80,21        |
| 2014 | 90,33       | 78,91       | 90,28        |
| 2015 | 100,51      | 90,80       | 98,65        |
| 2016 | 103,65      | 91,92       | 102,21       |
| 2017 | 103,82      | 90,99       | 91,83        |
| 2018 | 97,71       | 88,15       | 95,74        |
| 2019 | 99,33       | 94,64       | 96,06        |